# Zbory Boże Południowej Afryki
Zbory Boże Południowej Afryki (ang. Assemblies of God South Africa) – chrześcijański wolny kościół protestancki o charakterze ewangelikalnym nurtu zielonoświątkowego działający w Południowej Afryce, wchodzący w skład Światowej Wspólnoty Zborów Bożych. Zbory Boże liczą w RPA ponad 1 milion wiernych zrzeszonych w 2050 zborach.